# جون غالاغير مونتجومري
جون غالاغير مونتجومري (بالإنجليزية: John Gallagher Montgomery)‏ هو محامي وسياسي أمريكي، ولد في 27 يونيو 1805، وتوفي في 24 أبريل 1857. حزبياً، نشط في الحزب الديمقراطي. وقد انتخب عضو مجلس نواب بنسيلفانيا وانتخب عضو مجلس النواب الأمريكي.